# Selección femenina de baloncesto de Italia
La Selección femenina de baloncesto de Italia es un equipo formado por jugadoras de nacionalidad italiana que representa a Italia en las competiciones internacionales organizadas por la Federación Internacional de Baloncesto (FIBA) o el Comité Olímpico Internacional (COI): los Juegos Olímpicos y Campeonato mundial de baloncesto especialmente.

## Resultados

### Juegos Olímpicos
| Baloncesto en los Juegos Olímpicos | Baloncesto en los Juegos Olímpicos | Baloncesto en los Juegos Olímpicos | Baloncesto en los Juegos Olímpicos | Baloncesto en los Juegos Olímpicos | Baloncesto en los Juegos Olímpicos |
| ---------------------------------- | ---------------------------------- | ---------------------------------- | ---------------------------------- | ---------------------------------- | ---------------------------------- |
| Montreal 1976:                     | No clasificó                       | Moscú 1980:                        | 6º                                 | Los Ángeles 1984:                  | No clasificó                       |
| Seúl 1988:                         | No clasificó                       | Barcelona 1992:                    | 8º                                 | Atlanta 1996:                      | 6º                                 |
| Sídney 2000:                       | No clasificó                       | Atenas 2004:                       | No clasificó                       | Pekín 2008:                        | No clasificó                       |
| Londres 2012:                      | No clasificó                       | Río 2016:                          | No clasificó                       | Tokio 2020:                        | No clasificó                       |
| París 2024:                        | No clasificó                       |                                    |                                    |                                    |                                    |

### Mundiales
| Copa Mundial de Baloncesto Femenino | Copa Mundial de Baloncesto Femenino | Copa Mundial de Baloncesto Femenino | Copa Mundial de Baloncesto Femenino | Copa Mundial de Baloncesto Femenino | Copa Mundial de Baloncesto Femenino |
| ----------------------------------- | ----------------------------------- | ----------------------------------- | ----------------------------------- | ----------------------------------- | ----------------------------------- |
| Chile 1953:                         | No clasificó                        | Brasil 1957:                        | No clasificó                        | Unión Soviética 1959:               | No clasificó                        |
| Perú 1964:                          | 9º                                  | Checoslovaquia 1967:                | No clasificó                        | Brasil 1971:                        | No clasificó                        |
| Colombia 1975:                      | 4º                                  | Corea del Sur 1979:                 | 5º                                  | Brasil 1983:                        | No clasificó                        |
| Unión Soviética 1986:               | No clasificó                        | Malasia 1990:                       | 13º                                 | Australia 1994:                     | 11º                                 |
| Alemania 1998:                      | No clasificó                        | China 2002:                         | No clasificó                        | Brasil 2006:                        | No clasificó                        |
| Chequia 2010:                       | No clasificó                        | Turquía 2014:                       | No clasificó                        | España 2018:                        | No clasificó                        |
| Australia 2022:                     | No clasificó                        | Alemania 2026:                      |                                     |                                     |                                     |

### Eurobasket
| Campeonato Europeo de Baloncesto Femenino | Campeonato Europeo de Baloncesto Femenino | Campeonato Europeo de Baloncesto Femenino | Campeonato Europeo de Baloncesto Femenino | Campeonato Europeo de Baloncesto Femenino | Campeonato Europeo de Baloncesto Femenino |
| ----------------------------------------- | ----------------------------------------- | ----------------------------------------- | ----------------------------------------- | ----------------------------------------- | ----------------------------------------- |
| Italia 1938:                              | Medalla de oro                            | Hungría 1950:                             | 5º                                        | Unión Soviética 1952:                     | 6º                                        |
| Yugoslavia 1954:                          | 7º                                        | República Checa 1956:                     | 6º                                        | Polonia 1958:                             | No clasificó                              |
| Bulgaria 1960:                            | 7º                                        | Francia 1962:                             | 9º                                        | Hungría 1964:                             | 9º                                        |
| Rumanía 1966:                             | 10º                                       | Italia 1968:                              | 6º                                        | Países Bajos 1970:                        | 9º                                        |
| Bulgaria 1972:                            | 10º                                       | Italia 1974:                              | Medalla de bronce                         | Francia 1976:                             | 7º                                        |
| Polonia 1978:                             | 9º                                        | Yugoslavia 1980:                          | 9º                                        | Italia 1981:                              | 7º                                        |
| Hungría 1983:                             | 5º                                        | Italia 1985:                              | 7º                                        | España 1987:                              | 5º                                        |
| Bulgaria 1989:                            | 5º                                        | Israel 1991:                              | 7º                                        | Italia 1993:                              | 4º                                        |
| Chequia 1995:                             | Medalla de plata                          | Hungría 1997:                             | 11º                                       | Polonia 1999:                             | 11º                                       |
| Francia 2001:                             | No clasificó                              | Grecia 2003:                              | No clasificó                              | Turquía 2005:                             | No clasificó                              |
| Italia 2007:                              | 9º                                        | Letonia 2009:                             | 6º                                        | Polonia 2011:                             | No clasificó                              |
| Francia 2013:                             | 8º                                        | Hungría/Rumanía 2015:                     | 15º                                       | Chequia 2017:                             | 7º                                        |
| Serbia/Letonia 2019:                      | 9º                                        | Francia/España 2021:                      | 9º                                        | Eslovenia/Israel 2023:                    | 9º                                        |
| Chequia/Alemania/Grecia/Italia 2025:      | Medalla de bronce                         | Bélgica/Finlandia/Suecia/Lituania 2027:   |                                           |                                           |                                           |